# Gran Premio motociclistico d'Olanda 1987
Il Gran Premio motociclistico d'Olanda fu il settimo appuntamento del motomondiale 1987; si è trattato della 57ª edizione del Gran Premio motociclistico d'Olanda, 39ª valida per il motomondiale dalla sua istituzione nel 1949.
Si svolse sabato 27 giugno 1987 sul circuito di Assen e corsero tutte le classi oltre ai sidecar. I vincitori furono Wayne Gardner in classe 500, Anton Mang in classe 250, Fausto Gresini in classe 125 e Jorge Martínez in classe 80; tra i sidecar si è imposto l'equipaggio Egbert Streuer/Bernard Schnieders.

## Classe 500
La gara è stata molto disturbata dalla pioggia ed è stata effettuata in tre parti con il risultato finale ottenuto dalla somma dei tempi. La vittoria è stata dello statunitense Eddie Lawson davanti all'australiano Wayne Gardner e all'altro statunitense Randy Mamola. La classifica provvisoria del campionato vede Gardner precedere Mamola di 19 punti e Lawson di 21.

### Arrivati al traguardo
| Pos. | Pilota              | Moto      | Tempo    | Griglia | Punti |
| ---- | ------------------- | --------- | -------- | ------- | ----- |
| 1    | Eddie Lawson        | Yamaha    | 50.12.91 | 3       | 15    |
| 2    | Wayne Gardner       | Honda     | 50.19.58 | 1       | 12    |
| 3    | Randy Mamola        | Yamaha    | 50.25.90 | 7       | 10    |
| 4    | Robert McElnea      | Yamaha    | 50.29.34 | 5       | 8     |
| 5    | Ron Haslam          | Elf-Honda | 50.51.22 | 4       | 6     |
| 6    | Didier de Radiguès  | Cagiva    | 50.56.25 | 10      | 5     |
| 7    | Roger Burnett       | Honda     | 50.58.14 | 13      | 4     |
| 8    | Kenny Irons         | Suzuki    | 51.16.00 | 17      | 3     |
| 9    | Pierfrancesco Chili | Honda     | 51.54.33 | 12      | 2     |
| 10   | Kevin Magee         | Yamaha    | 52.13.02 | 2       | 1     |
| 11   | Ray Swann           | Honda     | 52.36.17 | 27      |       |
| 12   | Simon Buckmaster    | Honda     | 53.07.93 | 31      |       |
| 13   | Marco Gentile       | Fior      | 53.16.52 | 20      |       |
| 14   | Shungi Yatsushiro   | Honda     | 53.32.28 | 15      |       |
| 15   | Fabio Barchitta     | Honda     | 53.34.79 | 36      |       |
| 16   | Gerold Fisher       | Honda     | 53.37.12 | 37      |       |
| 17   | Steve Manley        | Suzuki    | 54.28.75 | 29      |       |
| 18   | Tadahiko Taira      | Yamaha    | 1 giro   | 9       |       |
| 19   | Silvo Habat         | Honda     | 1 giro   | 33      |       |
| 20   | Hervé Guilleux      | Fior      | 2 giri   | 23      |       |
| 21   | Bruno Kneubühler    | Honda     | 2 giri   | 30      |       |
| 22   | Daniel Amatriaín    | Honda     | 2 giri   | 32      |       |

### Ritirati
| Pilota              | Moto   | Motivo | Griglia |
| ------------------- | ------ | ------ | ------- |
| Manfred Fischer     | Honda  |        | 19      |
| Alan Jeffrey        | Suzuki |        | 21      |
| Niall Mackenzie     | Honda  |        | 11      |
| Henk van der Mark   | Honda  |        | 26      |
| Wolfgang von Muralt | Suzuki |        | 16      |
| Mark Phillips       | Suzuki |        | 24      |
| Rob Punt            | Suzuki |        | 34      |
| Christian Sarron    | Yamaha |        | 6       |
| Richard Scott       | Yamaha |        | 14      |
| Karl Truchsess      | Honda  |        | 25      |
| Alessandro Valesi   | Honda  |        | 22      |
| Raymond Roche       | Cagiva |        | 8       |
| Koos van Leyen      | Honda  |        | 28      |

### Non partiti
| Pilota         | Moto  | Motivo | Griglia |
| -------------- | ----- | ------ | ------- |
| Marco Papa     | Honda |        | 18      |
| Fabio Biliotti | Honda |        | 25      |

### Non qualificati
| Pilota                | Moto   |
| --------------------- | ------ |
| Larry Moreno Vacondio | Suzuki |
| Maarten Duyzers       | Honda  |
| Andreas Leuthe        | Honda  |
| Hennie Boerman        | Honda  |
| Josef Doppler         | Honda  |

## Classe 250
Il pilota tedesco Anton Mang ha ottenuto la quarta vittoria dell'anno, precedendo il connazionale Reinhold Roth e lo spagnolo Sito Pons. La classifica provvisoria del campionato vede ora i due piloti tedeschi affiancati, seguiti dallo spagnolo.

### Arrivati al traguardo
| Pos. | Pilota                    | Moto       | Tempo    | Griglia | Punti |
| ---- | ------------------------- | ---------- | -------- | ------- | ----- |
| 1    | Anton Mang                | Honda      | 41.47.20 | 2       | 15    |
| 2    | Reinhold Roth             | Honda      | 41.53.65 | 5       | 12    |
| 3    | Sito Pons                 | Honda      | 42.00.34 | 4       | 10    |
| 4    | Carlos Cardús             | Honda      | 42.14.34 | 7       | 8     |
| 5    | Martin Wimmer             | Yamaha     | 42.21.24 | 8       | 6     |
| 6    | Ivan Palazzese            | Yamaha     | 42.21.56 | 18      | 5     |
| 7    | Jacques Cornu             | Honda      | 42.21.89 | 3       | 4     |
| 8    | Juan Garriga              | Yamaha     | 42.22.16 | 9       | 3     |
| 9    | Patrick Igoa              | Yamaha     | 42.26.59 | 11      | 2     |
| 10   | Carlos Lavado             | Yamaha     | 42.33.19 | 1       | 1     |
| 11   | Manfred Herweh            | Honda      | 42.37.17 | 12      |       |
| 12   | Guy Bertin                | Honda      | 42.40.07 | 16      |       |
| 13   | Stéphane Mertens          | Honda      | 42.45.25 | 6       |       |
| 14   | Donnie McLeod             | Honda      | 42.45.47 | 15      |       |
| 15   | Luca Cadalora             | Yamaha     | 42.46.19 | 10      |       |
| 16   | Hans Lindner              | Honda      | 42.51.36 | 23      |       |
| 17   | Javier Cardelús           | JJ Cobas   | 42.53.92 | 14      |       |
| 18   | Jochen Schmid             | Yamaha     | 42.54.13 | 17      |       |
| 19   | Harald Eckl               | Honda      | 42.54.49 | 27      |       |
| 20   | Alberto Puig              | JJ Cobas   | 42.54.74 | 26      |       |
| 21   | Jean-Michel Mattioli      | Yamaha     | 42.55.27 | 19      |       |
| 22   | Cees Doorakkers           | Honda      | 42.56.06 | 24      |       |
| 23   | Urz Luzi                  | Honda      | 42.56.31 | 29      |       |
| 24   | Patrick van den Goorbergh | Honda      | 42.59.91 | 25      |       |
| 25   | Jean Foray                | Chevallier | 43.12.25 | 22      |       |
| 26   | Jean-Philippe Ruggia      | Yamaha     | 43.19.47 | 21      |       |
| 27   | Gary Cowan                | Honda      | 43.32.47 | 31      |       |
| 28   | René Delaby               | Yamaha     | 43.36.43 | 33      |       |
| 29   | Massimo Matteoni          | Honda      | 43.36.70 | 28      |       |
| 30   | Andreas Preining          | Rotax      | 44.11.50 | 36      |       |

### Ritirati
| Pilota           | Moto   | Motivo | Griglia |
| ---------------- | ------ | ------ | ------- |
| Dominique Sarron | Honda  |        | 13      |
| Stefano Caracchi | Honda  |        | 20      |
| Nedy Crotta      | Rotax  |        | 34      |
| Siegfried Minich | Honda  |        | 35      |
| Kevin Mitchell   | Yamaha |        | 32      |

### Non partito
| Pilota   | Moto   |
| -------- | ------ |
| Rob Orme | Yamaha |

### Non qualificati
| Pilota                 | Moto   |
| ---------------------- | ------ |
| Nigel Bosworth         | Yamaha |
| Gerard van der Wal     | Rotax  |
| Josef Hutter           | Honda  |
| André Stamsnijder      | Honda  |
| Jean-François Baldé    | Honda  |
| Mar Schouten           | Honda  |
| Jean-Louis Guignabodet | Honda  |
| Rüdi Gächter           | Yamaha |
| Albert Jacqmin         | Honda  |

## Classe 125
Continua inarrestabile il dominio di Fausto Gresini che è a punteggio pieno in classifica generale con 5 vittorie in 5 gare disputate. Sul podio di Assen altri due piloti italiani, Bruno Casanova e Paolo Casoli

### Arrivati al traguardo
| Pos. | Pilota             | Moto     | Tempo    | Griglia | Punti |
| ---- | ------------------ | -------- | -------- | ------- | ----- |
| 1    | Fausto Gresini     | Garelli  | 39.00.97 | 2       | 15    |
| 2    | Bruno Casanova     | Garelli  | 39.01.26 | 1       | 12    |
| 3    | Paolo Casoli       | Moto AGV | 39.34.67 | 3       | 10    |
| 4    | August Auinger     | MBA      | 39.42.86 | 4       | 8     |
| 5    | Pier Paolo Bianchi | MBA      | 39.57.15 | 7       | 6     |
| 6    | Mike Leitner       | MBA      | 40.02.56 | 6       | 5     |
| 7    | Corrado Catalano   | MBA      | 40.12.67 | 14      | 4     |
| 8    | Andrés Sánchez     | Ducados  | 40.17.01 | 10      | 3     |
| 9    | Jean-Claude Selini | MBA      | 40.19.25 | 12      | 2     |
| 10   | Thierry Feuz       | MBA      | 40.20.32 | 9       | 1     |
| 11   | Johnny Wickström   | Tunturi  | 40.26.79 | 11      |       |
| 12   | Adi Stadler        | MBA      | 40.27.09 | 16      |       |
| 13   | Olivier Liégeois   | Assmex   | 40.34.05 | 19      |       |
| 14   | Ezio Gianola       | Honda    | 40.46.65 | 21      |       |
| 15   | Norbert Peschke    | Seel     | 40.47.34 | 26      |       |
| 16   | Håkan Olsson       | Starol   | 40.47.59 | 29      |       |
| 17   | Claudio Macciotta  | MBA      | 41.01.47 | 20      |       |
| 18   | Peter Sommer       | MBA      | 41.10.92 | 18      |       |
| 19   | Manuel Hernández   | Beneti   | 41.19.98 | 17      |       |
| 20   | Esa Kytölä         | MBA      | 41.20.40 | 22      |       |
| 21   | Robin Appleyard    | MBA      | 41.44.39 | 36      |       |
| 22   | Fernando Gonzales  | Cobas    | 1 giro   | 31      |       |
| 23   | Peter Balaz        | MBA      | 1 giro   | 34      |       |

### Ritirati
| Pilota               | Moto     | Motivo | Griglia |
| -------------------- | -------- | ------ | ------- |
| Domenico Brigaglia   | Moto AGV |        | 5       |
| Gastone Grassetti    | MBA      |        | 24      |
| Jussi Hautaniemi     | MBA      |        | 13      |
| Christian Le Badezet | MBA      |        | 28      |
| Paul Bordes          | MBA      |        | 30      |
| Jan Eggens           | MBA      |        | 35      |
| Heinz Litz           | MBA      |        | 33      |
| Robin Milton         | MBA      |        | 32      |
| Willy Pérez          | Zanella  |        | 15      |
| Lucio Pietroniro     | MBA      |        | 8       |
| Anton Straver        | MBA      |        | 27      |
| Ivan Troisi          | MBA      |        | 23      |
| Alfred Waibel        | Special  |        | 25      |

### Non qualificati
| Pilota            | Moto  |
| ----------------- | ----- |
| Thomas Pedersen   | MBA   |
| Hubert Abold      | Honda |
| Dirk Hafeneger    | MBA   |
| Hans Spaan        | MBA   |
| Allan Scott       | EMC   |
| Karl Dauer        | MBA   |
| Wilco Zeelenberg  | Casal |
| Helmut Hovenga    | MBA   |
| Boy van Erp       | MBA   |
| Alain Kempener    | MBA   |
| Michael McCarrity | MBA   |

## Classe 80
Anche nella classe di minor cilindrata del mondiale si profila un vincitore quasi certo del titolo mondiale: lo spagnolo Jorge Martínez con la vittoria nei Paesi Bassi ottiene la quinta vittoria che, unita ad un secondo posto nelle 6 gare fin qui disputate, gli consente di avere un vantaggio di 38 punti sul diretto inseguitore, il connazionale e compagno di squadra Manuel Herreros giunto anche in questo caso alle sue spalle nella gara. Al terzo posto della gara lo svizzero Stefan Dörflinger e in quella generale il tedesco Gerhard Waibel.

### Arrivati al traguardo
| Pos. | Pilota             | Moto      | Tempo    | Griglia | Punti |
| ---- | ------------------ | --------- | -------- | ------- | ----- |
| 1    | Jorge Martínez     | Derbi     | 31.02.52 | 2       | 15    |
| 2    | Manuel Herreros    | Derbi     | 31.24.93 | 8       | 12    |
| 3    | Stefan Dörflinger  | Krauser   | 31.25.99 | 1       | 10    |
| 4    | Luis Miguel Reyes  | Autisa    | 31.39.72 | 7       | 8     |
| 5    | Julián Miralles    | Derbi     | 31.42.37 | 9       | 6     |
| 6    | Karoly Juhasz      | Krauser   | 31.44.09 | 27      | 5     |
| 7    | Hubert Abold       | Krauser   | 31.48.34 | 6       | 4     |
| 8    | Ian McConnachie    | Krauser   | 32.10.82 | 3       | 3     |
| 9    | Peter Öttl         | Krauser   | 32.12.96 | 18      | 2     |
| 10   | Günter Schirnhofer | Krauser   | 32.28.24 | 26      | 1     |
| 11   | Reiner Scheidhauer | Seel      | 32.36.16 | 17      |       |
| 12   | Heinz Paschen      | Casal     | 32.36.75 | 23      |       |
| 13   | Stefan Prein       | Casal     | 32.37.15 | 25      |       |
| 14   | René Dünki         | Krauser   | 32.39.30 | 19      |       |
| 15   | Reiner Koster      | Kroko     | 32.39.73 | 22      |       |
| 16   | Bert Smit          | Minarelli | 32.42.77 | 16      |       |
| 17   | Janez Pintar       | Eberhardt | 32.43.72 | 30      |       |
| 18   | Wilco Zeelenberg   | Casal     | 32.52.61 | 33      |       |
| 19   | Ralf Waldmann      | ERK       | 32.55.50 | 14      |       |
| 20   | Jos van Dongen     | Krauser   | 32.55.74 | 35      |       |
| 21   | Rainer Kunz        | Kroko     | 33.11.98 | 12      |       |
| 22   | Alex Barros        | Arbizu    | 33.15.36 | 11      |       |
| 23   | Theo Timmer        | Casal     | 33.11.98 | 29      |       |
| 24   | Alojz Pavlič       | Seel      | 1 giro   | 31      |       |

### Ritirati
| Pilota            | Moto     | Motivo | Griglia |
| ----------------- | -------- | ------ | ------- |
| Richard Bay       | Ziegler  |        | 24      |
| Kees Besseling    | Special  |        | 32      |
| Juan Ramón Bolart | Krauser  |        | 15      |
| Àlex Crivillé     | Derbi    |        | 5       |
| Gerhard Waibel    | Krauser  |        | 4       |
| Josef Fischer     | Krauser  |        | 20      |
| Raimo Lipponen    | Krauser  |        | 21      |
| Paolo Priori      | Krauser  |        | 28      |
| Hans Spaan        | Casal    |        | 13      |
| Lionel Robert     | SPR      |        | 36      |
| Jörg Seel         | Seel     |        | 10      |
| Mario Stocco      | Faccioli |        | 34      |

### Non qualificati
| Pilota            | Moto      |
| ----------------- | --------- |
| Jacques Bernard   | Huvo      |
| Serge Julin       | Casal     |
| Thomas Engl       | GPE       |
| Stuart Edwards    | Casal     |
| Chris Baert       | Seel      |
| Hans Koopman      | Ziegler   |
| Adri Nijenhuis    | Casal     |
| Paul Bordes       | RB        |
| Dennis Batchelor  | Krauser   |
| Otto Machinek     | H&M       |
| Herri Torrontegui | JJ Cobas  |
| Mika-Sakari Komu  | Eberhardt |

## Classe sidecar
Sotto la pioggia Egbert Streuer e Bernard Schnieders ottengono la loro prima vittoria nel motomondiale sul circuito di casa, dominando la gara. Secondo posto per Steve Webster-Tony Hewitt, che consolidano la loro leadership in classifica; i loro principali concorrenti, Michel-Fresc, si piazzano terzi.
In classifica Webster è primo con 50 punti, davanti a Michel a 42, Streuer a 39 e Biland a 23.

### Arrivati al traguardo (posizioni a punti)[5]
| Pos | Pilota           | Passeggero         | Moto          | Tempo    | Punti |
| --- | ---------------- | ------------------ | ------------- | -------- | ----- |
| 1   | Egbert Streuer   | Bernard Schnieders | LCR-Yamaha    | 41'13"86 | 15    |
| 2   | Steve Webster    | Tony Hewitt        | LCR-Krauser   | +23"75   | 12    |
| 3   | Alain Michel     | Jean-Marc Fresc    | LCR-Krauser   | +31"93   | 10    |
| 4   | Rolf Biland      | Kurt Waltisperg    | LCR-Krauser   | +40"46   | 8     |
| 5   | Rolf Steinhausen | Bruno Hiller       | Busch-Yamaha  | +1'05"55 | 6     |
| 6   | Alfred Zurbrügg  | Simon Birchall     | LCR-Yamaha    | +1'09"48 | 5     |
| 7   | Steve Abbott     | Shaun Smith        | Windle-Yamaha | +1'18"35 | 4     |
| 8   | Bernd Scherer    | Wolfgang Gess      | BRS-Yamaha    | +1'37"37 | 3     |
| 9   | Barry Brindley   | Graham Rose        | Windle-Yamaha | +1'51"79 | 2     |
| 10  | Theo van Kempen  | Geral de Haas      | LCR-Yamaha    | +2'07"29 | 1     |